# أبو الضياح بن ثابت
أبو الضياح النعمان بن ثابت بن النعمان الأوسي الأنصاري صحابي جليل من قبيلة الأوس من الأنصار شهد مع النبي محمد ﷺ غزوة بدر وغزوة أحد وغزوة الخندق وصلح الحديبية وغزوة خيبر وقُتِل فيها شهيداً.